# Ньйонг і Келле (департамент)
Ньйонг і Келле — департамент Центрального регіону у Камеруні. Департамент займає площу 6 362 км² і станом на 2001 рік мав 145 181 населення. Адміністративний центр департаменту розташований в Есеці.

## Підрозділи
Департамент адміністративно поділений на 10 комун і в свою чергу на села.

### Комуни
- Біюха
- Бонджок
- Бот-Макак
- Дибанг
- Есека
- Макак
- Матомб
- Месондо
- Нгог-Мапубі
- Нгуї-Бассаль